# 피바디 자연사 박물관
피바디 자연사 박물관(영어: Peabody Museum of Natural History)은 미국 예일 대학교에 있는 세계에서 가장 오래되고 규모가 크며 가장 많은 소장품을 보유한 대학 자연사 박물관이다. 예일 피바디 자연사 박물관 또는 예일 피바디 박물관이라고도 부른다. 1866년 미국의 자선가인 조지 피바디(George Peabody)가 그의 조카(여동생의 아들)이자 고생물학자인 오스니얼 찰스 마시의 요청으로 설립했다.
이 박물관은 어린 브론토사우루스 화석과 34m 길이의 '파충류 시대(The Age of Reptiles)' 벽화 등이 있는 공룡의 전당으로 가장 잘 알려져 있다.

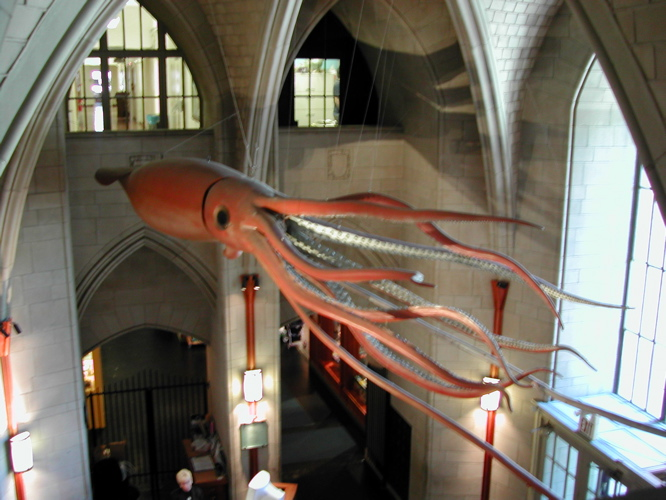
박물관 로비에 있는 대왕오징어 모형

 또한 박물관에는 인류와 포유류의 진화, 야생동물 디오라마, 이집트 유물, 현지의 새와 광물, 그리고 코네티컷의 아메리카 원주민에 관한 상설 전시물도 있다.

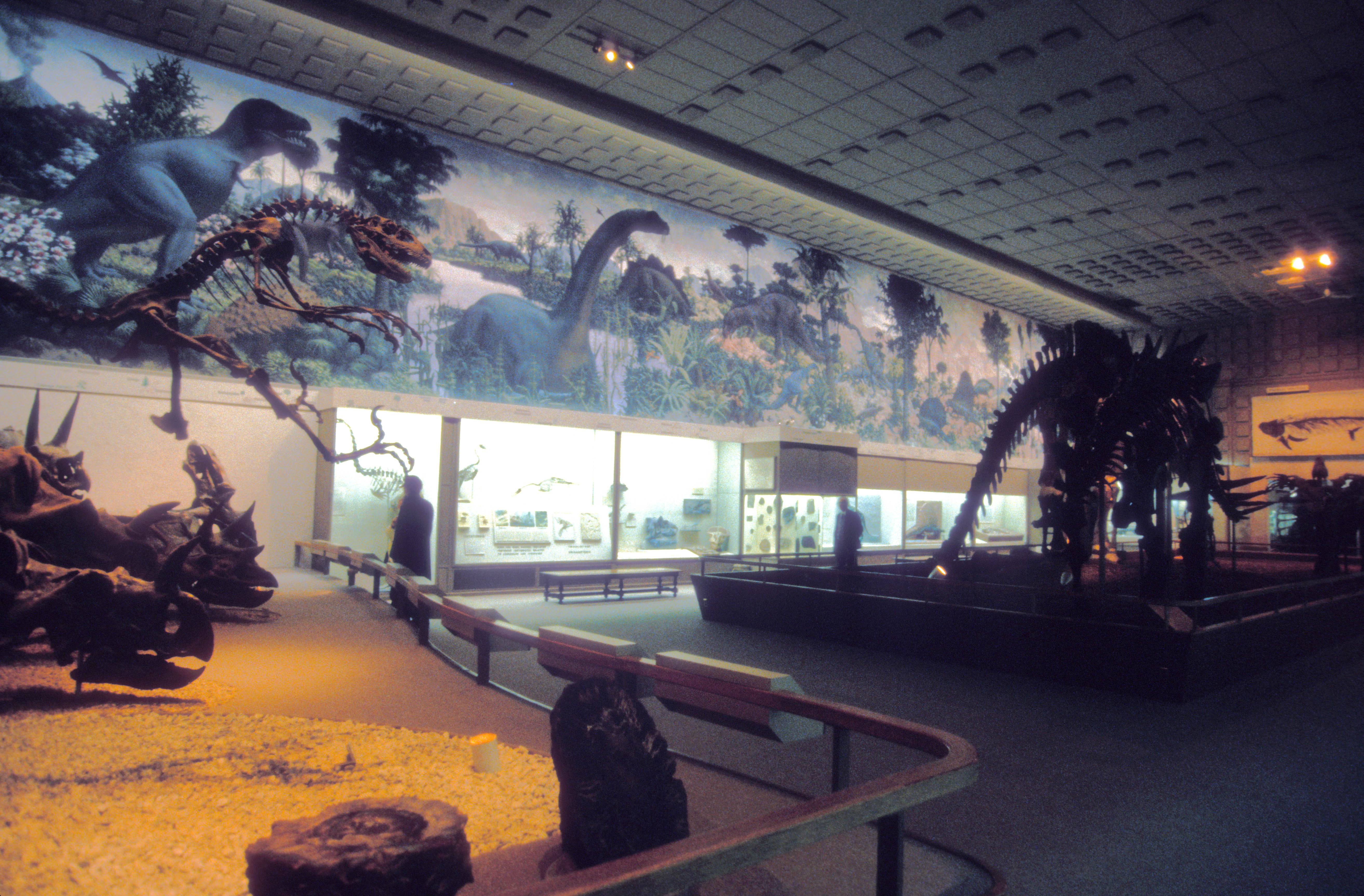
34m 길이의 파충류 시대(The Age of Reptiles) 벽화

2020년, 피바디 박물관은 "90년 만에 처음으로 종합적인 개조 공사"를 위해 문을 잠시 닫았으며 2024년 3월 26일에 전시 공간이 두 배 이상 확장되어 재개관했다.